# The Spirit of Apollo
The Spirit of Apollo è il primo album del duo hip-hop N.A.S.A..
Pubblicato nel 2009, l'album è frutto di 5 anni di sforzi di registrazione con accoppiate inusuali in termini di generi musicali, età degli artisti, e cultura.
A questo progetto hanno collaborato artisti come Tom Waits, RZA, Karen O, John Frusciante, e molti altri.

## Tracce
1. Intro - 0:59
2. The People Tree - 4:14 - (con David Byrne, Chali 2na, Gift of Gab e Z-Trip)
3. Money - 4:16 - (con David Byrne, Chuck D, Ras Congo, Seu Jorge e Z-Trip)
4. N.A.S.A. Music - 4:22 - (con Method Man, E-40 e DJ Swamp)
5. Way Down - 3:13 - (con RZA, Barbie Hatch e John Frusciante)
6. Hip Hop - 4:07 -  (con KRS-One, Fatlip e Slim Kid Tre)
7. Four Rooms, Earth View - 0:25
8. Strange Enough - 4:13 - (con Karen O, Ol' Dirty Bastard e Fatlip)
9. Spacious Thoughts - 4:30 - (con Tom Waits e Kool Keith)
10. Gifted - 3:39 - (con Kanye West, Santigold e Lykke Li)
11. A Volta - 3:13 - (con Sizzla, Amanda Blank e Lovefoxxx)
12. There's a Party - 4:07 - (con George Clinton e Chali 2na)
13. Whachadoin? - 4:09 - (con Spank Rock, M.I.A., Santigold e Nick Zinner)
14. O Pato - 3:19 - (con Kool Kojak e DJ Babão)
15. Samba Soul - 4:24 - (con Del tha Funkee Homosapien e DJ Qbert)
16. The Mayor - 4:35 - (con The Cool Kids, Ghostface Killah, Scarface e DJ AM)
17. N.A.S.A. Anthem 15:32 - (a 7:20 c'è una specie di spezzone comico. Poi a 10:26 c'è una traccia fantasma chiamata Electric Flowers con Nina Persson dei The Cardigans e RZA)